# Slovenska popevka 1983
Slovenska popevka 1983 je bila zadnja pred 15-letno prekinitvijo. Festival je potekal 3. in 4. junija pod imenom Slovenska popularna glasba – Pop-rock Ljubljana '83. Prvi večer je bil posvečen koncertu etno glasbe v Viteški dvorani ljubljanskih Križank, na katerem so nastopili Istranova, Mateja Koležnik, Slovenska gruda in Dušan Uršič, drugi pa se je odvijal v poletnem gledališču Križank in je imel pet delov:
- tekmovalni pop-rock večer, na katerem se je predstavilo 16 novih skladb (izbranih izmed 49 na natečaj prispelih pesmi),
- nastop gostov iz tujine (Johnny Logan, Nicola Kerr, Sarolta Zalatnay in Gene Summer) ob spremljavi Plesnega orkestra RTV Ljubljana,
- Popevka skozi stoletja s Tonetom Fornezzijem - Tofom in Janezom Hočevarjem - Rifletom,
- nastop Pihalne godbe ljudske milice,
- glasovanje ter izvedba nagrajenih skladb.

Prvi večer je povezoval Marjan Kralj, drugega pa Vinko Šimek (tekmovalni del) in Slavko Kastelic (nastop gostov iz tujine).

## Tekmovalne skladbe
| #   | Izvajalec       | Naslov pesmi                    | Avtor glasbe     | Avtor besedila  |
| --- | --------------- | ------------------------------- | ---------------- | --------------- |
| 1.  | Make up 66      | Make up                         | Sašo Bole        | Sašo Bole       |
| 2.  | Nace Junkar     | Suzana                          | Andrej Pompe     | Andrej Pompe    |
| 3.  | Čudežna polja   | Melodija z drugega LP-ja        | Edvin Fliser     | Gorazd Elvič    |
| 4.  | Party           | Čudna noč nad mestom spi        | Tomaž Kozlevčar  | Daniel Levski   |
| 5.  | Ultimat         | Potrkaj na sosednja vrata       | Bojan Simončič   | Mirko Bogataj   |
| 6.  | Tatjana Dremelj | Pošlji mi pismo                 | Tomaž Domicelj   | Tomaž Domicelj  |
| 7.  | Modrina         | Takšna je                       | Dečo Žgur        | Nastja Žgur     |
| 8.  | Miha Kralj      | Zemlja kliče SOS                | Miha Kralj       | Miha Kralj      |
| 9.  | GO              | Nisem tvoja                     | Miro Tomassini   | Miro Tomassini  |
| 10. | Irena Tratnik   | Joj, joj, kaj bodo rekli ljudje | Berti Rodošek    | Tatjana Rodošek |
| 11. | Oto Pestner     | Zdaj je prepozno                | Oto Pestner      | Marjan Petan    |
| 12. | 12. nadstropje  | Ne maram                        | Martin Žvelc     | Jaša Zlobec     |
| 13. | F+              | Ljubim tri dečve                | Tadej Hrušovar   | Tadej Hrušovar  |
| 14. | Čokoladna bomba | Bel dežnik                      | Bojan Simončič   | Sandi Vovk      |
| 15. | Cintija Fink    | Kje ljubezen še živi            | Cintija Fink     | Cintija Fink    |
| 16. | Prizma          | Elektrošok                      | Danilo Kocjančič | Drago Mislej    |

## Seznam nagrajencev
Nagrade občinstva
- 1. nagrada: Ljubim tri dečve Tadeja Hrušovarja (glasba in besedilo) v izvedbi skupine F+
- 2. nagrada: Elektrošok Danila Kocjančiča (glasba) in Draga Misleja (besedilo) v izvedbi skupine Prizma
- 3. nagrada: Melodija z drugega LP-ja Edvina Fliserja (glasba) in Gorazda Elviča (besedilo) v izvedbi skupine Čudežna polja

O nagradah občinstva so odločali glasovi žirij poslušalcev 8 lokalnih radijskih postaj in glasovi obiskovalcev v Križankah.
Nagrada mednarodne strokovne žirije
- Zdaj je prepozno Ota Pestnerja (glasba) in Marjana Petana (besedilo) v izvedbi Ota Pestnerja